# Willi Ritschard
Willi Ritschard (a veces escrito Willy Ritschard; Luterbach, cantón de Soleura, Suiza, 28 de septiembre de 1918-Grenchenberg, cordillera del Jura, Suiza, 16 de octubre de 1983) fue un político suizo del Partido Socialista (SP). Se le recuerda como el primer y hasta la fecha único miembro de la clase obrera del Consejo Federal, el gobierno de Suiza. Antes de eso, también fue miembro del gobierno cantonal de Soleura y miembro del Consejo Nacional, la cámara baja de Suiza.

## Primeros años y educación
Willi Ritschard nació el 28 de septiembre de 1918, hijo de Ernst Emil Ritschard, zapatero en Deitingen y socialdemócrata y Frieda Ryf, oriunda del cantón de Soleura. De niño, sus vecinos lo golpeaban por ser hijo de trabajadores de izquierda. Perdió a ambos padres a la edad de dieciséis años. Hizo un aprendizaje como ingeniero de calefacción, pero luego se involucró en el sindicato de trabajadores. Asistió a numerosas clases en la Central de Educación de los Trabajadores de Suiza que fue establecida por el político del SP Max Weber.

## Carrera en el Sindicato de Trabajadores
En 1945 se convirtió en secretario de la rama de Soleura de la Asociación de Trabajadores de la Construcción y la Madera (SBVH). En Balmberg estableció una Escuela de Educación Obrera, y en 1965 fue nombrado presidente de la Asociación para el Fomento de la Escuela Obrera, cargo que ocupó hasta su muerte. En el sindicato de trabajadores, argumentó que los sindicatos no deben representar sus demandas de protección al trabajador y seguridad social en las calles, sino junto al SP en el gobierno.

## Carrera política
En 1947, Ritschard fue nombrado presidente (Gemeindeamman) de Luterbach, cargo que ocupó hasta 1959. En 1955 fue elegido miembro del Consejo Nacional (la cámara baja de la Asamblea Federal). En el Consejo Nacional se dio a conocer como defensor de los derechos de los trabajadores y exigió la limitación de trabajadores extranjeros en 1962, lo que le hizo popular más allá de las líneas partidistas. En 1964 fue elegido miembro del consejo ejecutivo (gobierno cantonal) de Soleura. Apoyó la comisión intercantonal para la armonización de impuestos. También apoyó la energía nuclear y formó parte de la junta directiva de Atel (ahora Alpiq). La construcción de la central nuclear de Gösgen, Soleura, comenzó en 1972.

### Consejo Federal

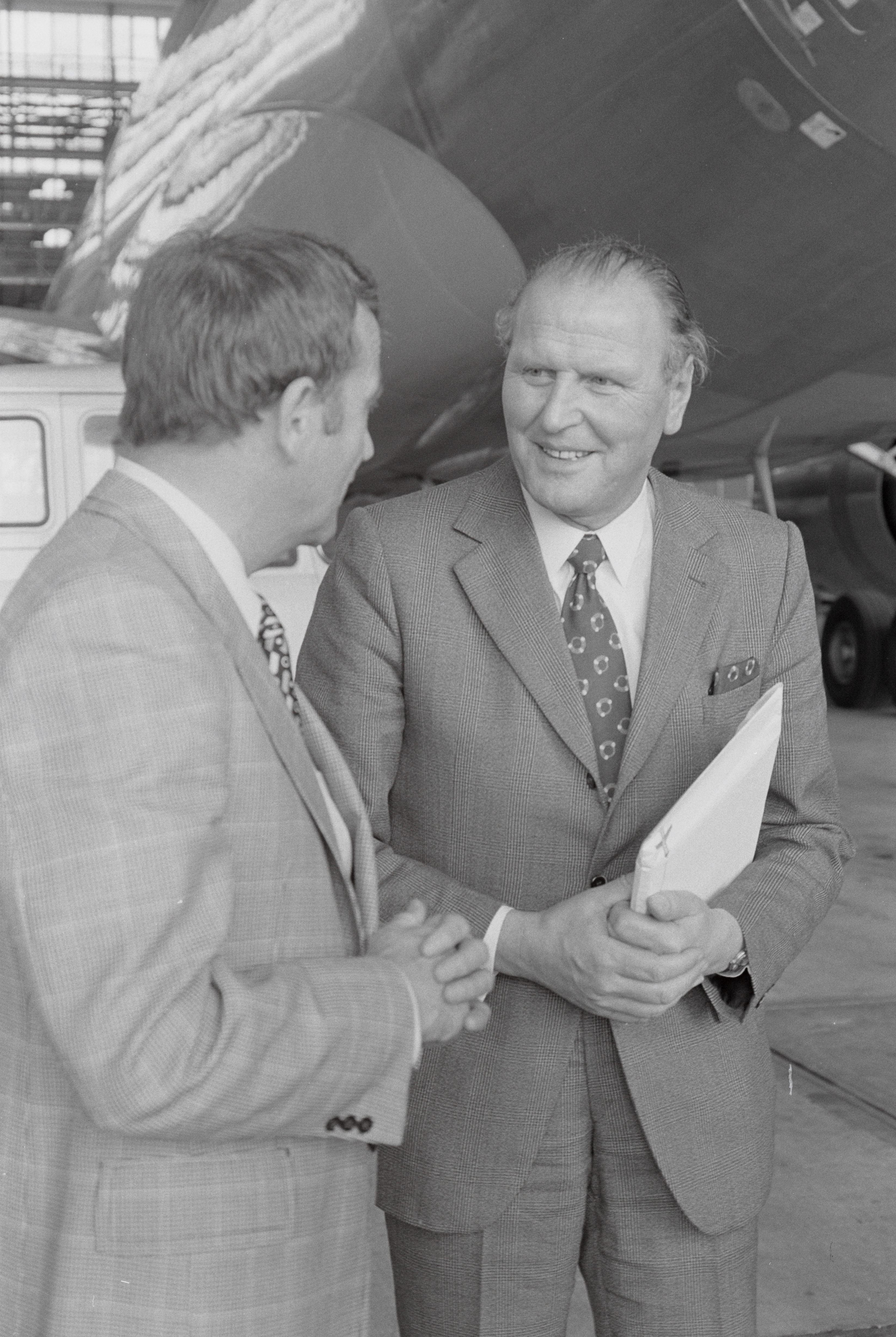
Willi Ritschard visitando Swissair en 1974.

El 5 de diciembre de 1973, Ritschard fue elegido miembro del Consejo Federal, donde asumió la dirección del Departamento de Transporte y Energía. Fue elegido a pesar de no ser el candidato oficial de su propio partido. Observó su elección frente a un televisor en su casa.
En 1974, llamó al partidario de la energía nuclear Michael Kohn a la Comisión de Energía, lo que provocó cierta controversia dentro del movimiento antinuclear. En 1975, cuando manifestantes ocuparon el sitio de construcción de la central nuclear de Kaiseraugst, Ritschard pudo calmar la situación ofreciendo a los ocupantes una suspensión de su construcción durante el tiempo que se llevarían a cabo las negociaciones. En 1978 presidió el Consejo Federal como presidente de la Confederación Suiza de ese año. La Ley de Energía Nuclear, que los ciudadanos suizos aceptaron en un referéndum nacional en 1979, fue promulgada bajo su dirección. No se divirtió cuando tuvo que asistir a un banquete real vestido de esmoquin el 1 de mayo, Día Internacional de los Trabajadores, con motivo de la visita de Estado de la reina Isabel II a Suiza en 1980.
A partir de 1980, Ritschard fue el jefe del Departamento Federal de Finanzas. Anunció su dimisión el 28 de septiembre de 1983, pero murió el 16 de octubre de 1983 antes de que pudiera surtir efecto.

## Legado
Ritschard es recordado como el primer Consejero Federal que perteneció a la clase obrera. Era un político famoso y la banda de punk Hertz lanzó una canción sobre él mientras estaba en el cargo. Su apodo era «Willi National». Era un orador muy conocido, acreditado por ser auténtico. Reconoció que no escribió todos sus discursos él solo; algunos fueron escritos por el escritor y periodista Peter Bichsel, su vecino. Durante su mandato como Consejero Federal se publicaron dos libros con citas suyas, uno en 1975 y otro en 1982. Ambos fueron publicados por la editorial Benteli.

## Vida personal
Ritschard y Greti Hostettler se casaron en 1941 y tuvieron dos hijos, Margaretha Ueker-Ritschard y Rolf Ritschard, este último miembro del consejo ejecutivo de Soleura.
Ritschard murió el 16 de octubre de 1983, durante una caminata en el Grenchenberg cerca de Grenchen. Su funeral tuvo lugar en la Catedral de San Urso y San Víctor en Soleura el 20 de octubre. Fue enterrado en Luterbach, donde en 2011 el Consejo Ejecutivo de Luterbach anunció que Ritschard podría descansar en el cementerio de Lautebach sin restricciones, y extendió este derecho a todos los ciudadanos honorarios de Luterbach.